# 李茵暉
李 茵暉（り いんき、リ・インフイ、英語: Li Yinhui、1997年5月11日 - ）は、中華人民共和国の女子バドミントン選手。

## 経歴
ジュニア時代は、杜玥とのペアでアジアジュニア選手権優勝。
その後、杜玥との女子ダブルスでは世界ランク5位、混合ダブルスでは張楠とのペアで世界ランク3位まで到達。